# Gemináta
A gemináta (a latin [consonans] geminata, ’ikermássalhangzó’ szóból), más néven ikerített vagy kettőzött mássalhangzó, fonológiai megkülönböztető szereppel bíró hosszú mássalhangzó, amelyet a magyar, valamint néhány más, latin ábécét használó nyelv helyesírása két azonos betűvel jelöl: például abba, erre, pattan, hosszú; olasz fatto, terra stb. A gemináták általában csak szó közben, tehát két magánhangzó között fordulhatnak elő, de léteznek olyan nyelvek, ahol szó elején is állhatnak, sőt, jelentésmegkülönböztető szerepük is lehet ilyen helyzetben (pl. a nápolyi nyelvben).

## Gemináció
A gemináció az a fonológiai folyamat, melynek során a gemináta létrejön (illetve, tágabb értelemben ennek eredménye, vagyis maga a gemináta). A gemináció a legtöbb esetben hasonulás eredménye, vagyis eredetileg a gemináta két különböző mássalhangzó volt (pl. ez + -ben > ebben, az + -tól > attól; vagy pl. lat. FACTO > olasz fatto stb.). Előfordulhat gemináció spontán is, vagyis amikor egy mássalhangzót adott szóban (esetleg analógiás hatásra) elkezdenek hosszan ejteni, amit később a helyesírás is átvesz; például az olasz nyelvben jellemzőek az ilyen geminációk is (lat. HABEMUS > ol. abbiamo, TOTUS > tutto stb.).

## Degemináció
A degemináció a geminációval ellentétes folyamat, azaz a gemináta rövid mássalhangzóvá alakulása. A degemináció általános folyamat a nyelvek fejlődése során (pl. az újlatin és a mai germán nyelvek többségéből eltűntek a valódi gemináták, szintén így történt a görögben is az ógörög → újgörög átalakulás folyamán; bár a történeti helyesírás sok esetben őrzi őket ezekben a nyelvekben).
A nyugati újlatin nyelvekben például a degemináció az egyszerű zöngétlen zárhangok /-p-, -t-, -k-/ zöngésülésével (illetve gyengülésével) párhuzamosan történt, vagyis tulajdonképpen a hangrendszer, bár minőségileg átalakult, az eredeti gemináták és egyszerű mássalhangzók közötti különbséget megőrizte (pl. lat. VAC(U)A > spanyol vaga, ’csavargó, munkanélküli [nő]’ / VACCA > vaca, ’tehén’).

## Gemináta és kettős betű
A gemináta nem tévesztendő össze a kettős betűvel, noha előfordul, hogy írásban szintén két azonos mássalhangzó jelöli. A kettő közötti lényeges különbség, hogy míg a gemináta a mássalhangzó hosszú ejtését jelöli azokban a nyelvekben, ahol a mássalhangzók hosszúságának megkülönböztető szerepe van, addig a kettős betű (digráf) – az írásképétől függetlenül, amely sok esetben csupán nyelvi konvenció eredménye – egy teljesen önálló fonémát jelöl. További különbség a kettő között, hogy míg a gemináta a szótagolásnál elválasztható (pl. ar-ra, ez-zel stb.), addig a digráf elemeire nem bontható.
Példaként, a spanyol nyelvben az ll betű kinézetre gemináta, ám valójában nem az, hiszen nem az l hang hosszú párját, hanem egy különálló beszédhangot jelöl, amely a klasszikus nyelvben a jésített l-nek – IPA: [ʎ] – felel meg. Ugyanezt a hangot viszont a portugálban és az okcitánban az lh betűkapcsolat, az olaszban pedig a gli jelöli.
Speciális eset például a spanyolban az rr betű, amely felfogható az r hosszú párjának (a spanyol terminológia szerint az r neve vibrante simple, ’egyszerű pergőhang’; az rr pedig vibrante múltiple, ’többszörös pergőhang’, amelyet a spanyol fonetikai átírásban egy r feletti vonással jelölnek), de mivel ez az egyetlen olyan mássalhangzópár, ahol a hosszú–rövid megkülönböztetés fonológiai jellegű lehet az alapszavakban, ezért a spanyol fonetikusok nem valódi geminátáról, hanem két különböző fonémáról beszélnek; vagyis a spanyol rr szintén csak digráf, és elemeire sem bontható (pl. tie-rra ’föld’, bu-rro ’szamár’).